# Rak kolczystokomórkowy skóry

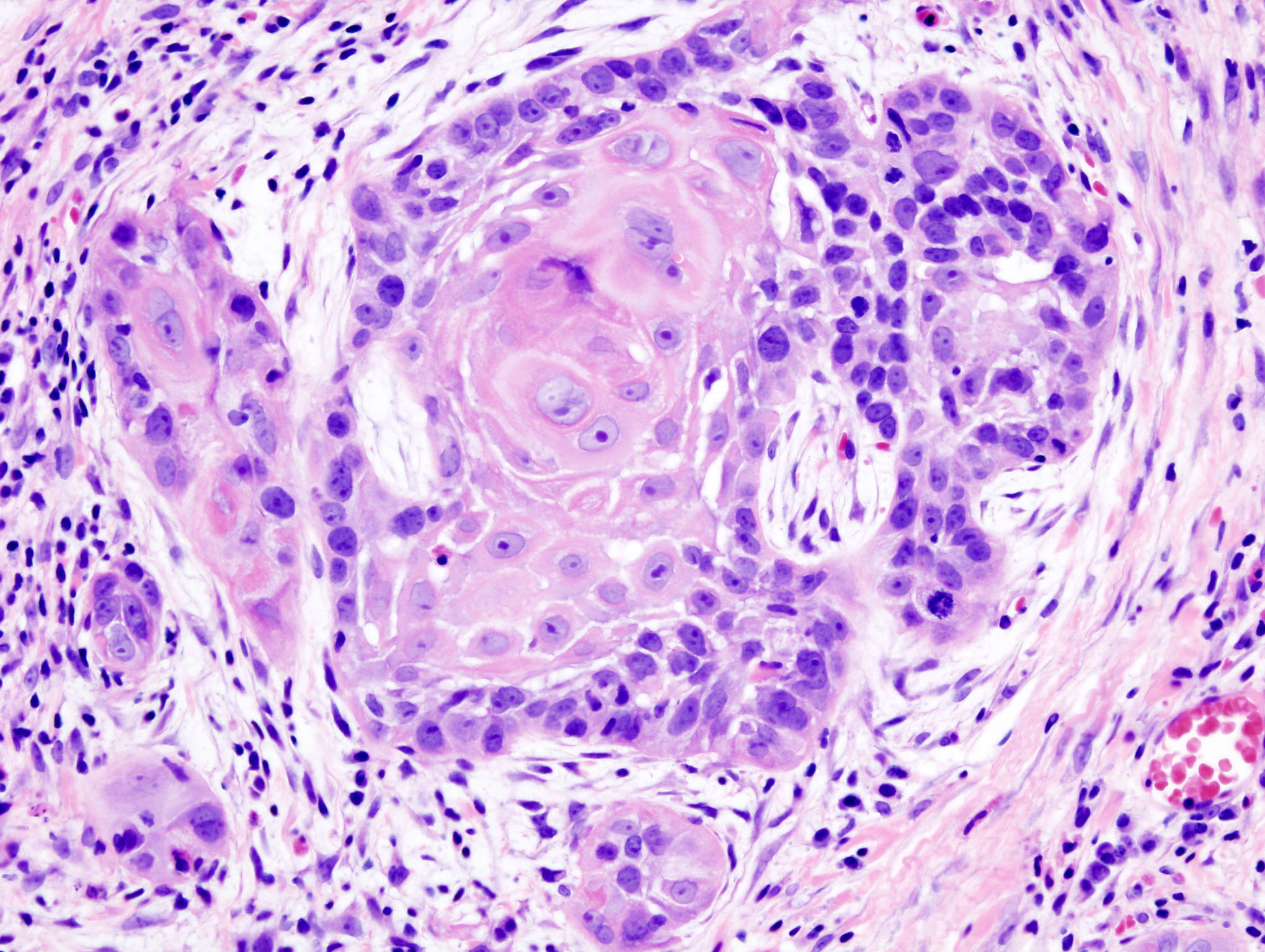
Biopsja wysoko zróżnicowanego raka kolczystokomórkowego jamy ustnej (barwienie hematoksyliną i eozyną)

Rak kolczystokomórkowy skóry, rak płaskonabłonkowy skóry – nowotwór złośliwy skóry wywodzący się z komórek naskórka. Rokuje gorzej niż rak podstawnokomórkowy skóry; w przeciwieństwie do niego daje przerzuty, głównie do węzłów chłonnych i odznacza się szybszym wzrostem. Nowotwór ten najczęściej powstaje na podłożu stanów przedrakowych, a czynnikami prowokującymi nowotworzenie są drażnienie mechaniczne, ekspozycja na działanie środków chemicznych i na promieniowanie.

## Epidemiologia
Rak kolczystokomórkowy jest drugim pod względem częstości występowania (po raku podstawnokomórkowym) nowotworem skóry i stanowi 20% wszystkich nowotworów złośliwych skóry niebędących czerniakami. Jest częstszy u ludzi rasy białej niż u ludzi rasy czarnej i częstość zachorowań wzrasta z wiekiem: jest najczęstszym nowotworem starszych osób. Z wyjątkiem zmian zlokalizowanych na dolnej części goleni, jest częstszy u mężczyzn niż u kobiet. Wykazano też odwrotnie proporcjonalną zależność częstości występowania raka kolczystokomórkowego skóry od szerokości geograficznej: podwaja się ona co 8–10 stopni szerokości geograficznej, osiągając najwyższą wartość na równiku. Uważa się ponadto, że w ciągu ostatnich kilku dziesięcioleci częstość raka kolczystokomórkowego znacząco wzrosła.

## Czynniki ryzyka
Do czynników ryzyka mających istotne znaczenie w patogenezie raka kolczystokomórkowego skóry należą:
- ekspozycja na ultrafiolet (UV-A, UV-B)
- ekspozycja na promieniowanie jonizujące
- genodermatozy
- albinizm skórno-oczny
- skóra pergaminowa
- infekcja wirusem brodawczaka ludzkiego (zwłaszcza typy HPV-6, HPV-11, HPV-16 i HPV-18)
- ekspozycja na karcynogeny chemiczne (arsen, dziegcie)
- żucie tytoniu i ziaren areki
- immunosupresja
- przeszczepy narządów
- białaczki i chłoniaki
- chroniczne drażnienie skóry
- przewlekłe choroby skóry
- zapalenia kości z powstawaniem przetok
- uszkodzenie porentgenowskie skóry (radiodermitis)
- rogowacenie słoneczne (starcze)
- rogowacenie chemiczne (arsenowe i smołowcowe)
- choroba Bowena
- erytroplazja Queyrata
- infekcja poliomawirusem[2][3].

## Objawy i przebieg

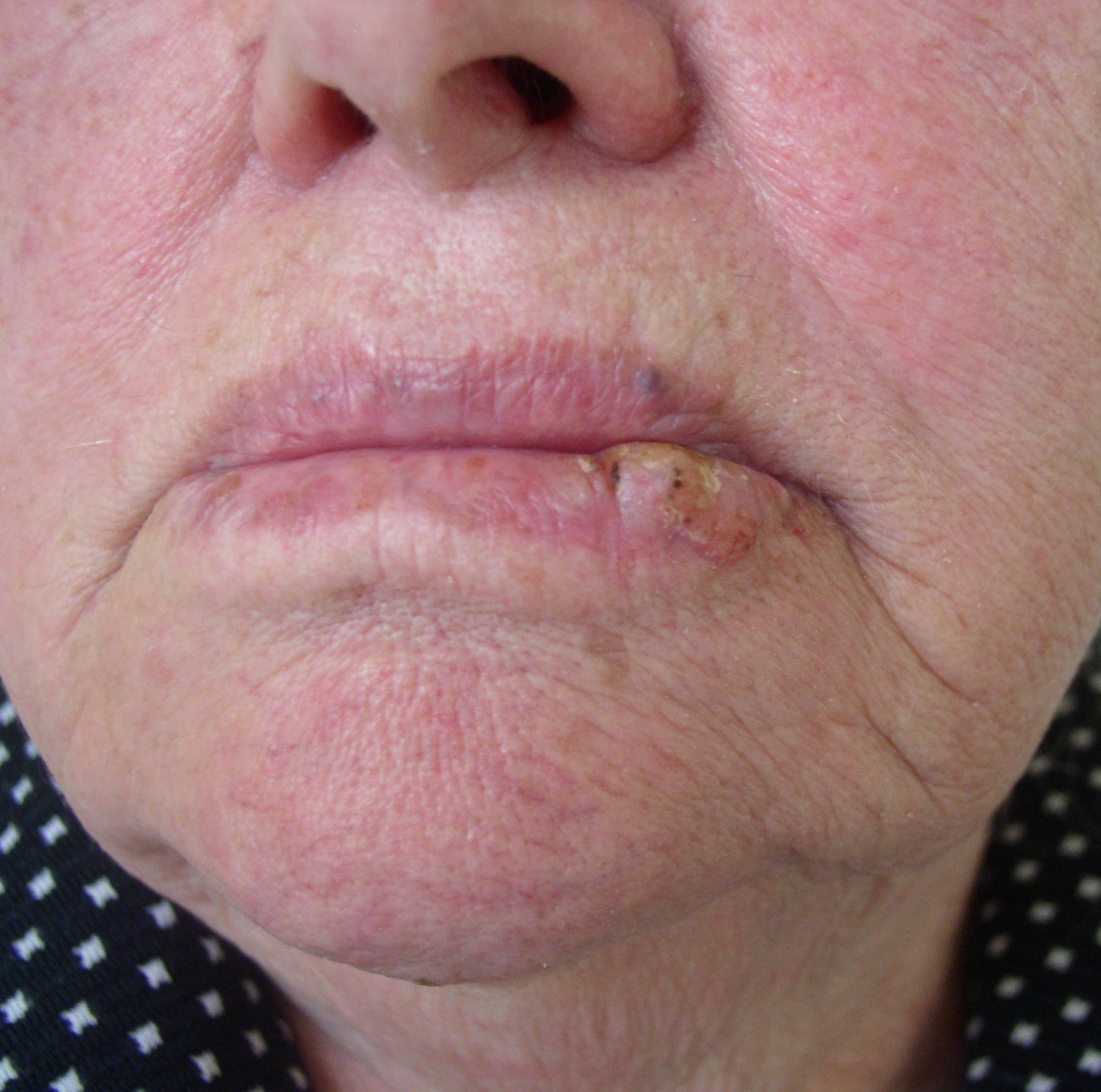
Rak kolczystokomórkowy w obrębie wargi u 83-letniej kobiety

Wczesny rak kolczystokomórkowy skóry (carcinoma in situ) ma postać ostro odgraniczonej czerwonej płytki. Zaawansowane zmiany skórne mają charakter wykwitów guzowatych, z hiperkeratozą (brodawkowatych) i niekiedy wrzodziejących. Charakterystyczny jest naciek podstawy i obwałowanie brzegów zmiany (ale nie jest to perełkowaty wał jak w raku podstawnokomórkowym skóry). Zmiany zlokalizowane są zwykle na pograniczu błon śluzowych i skóry (warga dolna, okolice oczodołów, nosa, narządów płciowych). Wyróżnia się dwa typy morfologiczne raka kolczystokomórkowego skóry:
- postać wrzodziejąca – charakteryzuje się głębokimi, drążącymi owrzodzeniami o twardych, wałowatych i nacieczonych brzegach,
- postać brodawkującą – charakteryzuje się przerosłymi zmianami i mniejszym naciekaniem podstawy niż w postaci wrzodziejącej.

Przebieg zależy od pierwotnej lokalizacji nowotworu, od głębokości naciekania i od stopnia zróżnicowania w obrazie histologicznym. Nowotwory rozwijające się na pograniczu skóry i błon śluzowych prędzej dają przerzuty do węzłów chłonnych.

## Rozpoznanie
Przy stwierdzeniu typowych zmian brodawkujących i wrzodziejących w charakterystycznej lokalizacji rozstrzygające jest badanie histologiczne. Badanie to umożliwia też określenie stopnia złośliwości nowotworu w zależności od procentowego udziału komórek atypowych.

## Obraz histologiczny i różnicowanie
W  raku kolczystokomórkowym skóry komórki o wysokim stopniu atypii obecne są na całej grubości naskórka. Gdy zlokalizowane są ponad błoną podstawną naskórka jest to rak in situ, o naciekaniu mówi się gdy komórki przedostają się pod błonę podstawną. Cytologicznie komórki nowotworowe mają obfitą "łuskowatą" cytoplazmę i duże, hiperchromatyczne jądra o kanciastych obrysach i wyraźnie widocznych jąderkach. W zależności od stopnia zaawansowania nowotworu mogą być obecne duże obszary rogowacenia lub jedynie poronne rogowacenie (dyskeratosis). Mogą być obecne ogniska martwicy.
Do chorób skóry obrazem morfologicznym przypominających raka kolczystokomórkowego należą rogowiak kolczystokomórkowy i rak podstawnokomórkowy skóry.

## Leczenie
- Chirurgiczne usunięcie tkanki nowotworu (ewentualnie z przeszczepieniem)
- Głęboka krioterapia
- Radioterapia (niektóre postacie nowotworu, zwłaszcza umiejscowione na twarzy)
- Maść 5-fluorouracylowa
- Imikwimod
- Terapia fotodynamiczna

## Klasyfikacja ICD10
| kod ICD10     | nazwa choroby                                  |
| ------------- | ---------------------------------------------- |
| ICD-10: C44   | Inne nowotwory złośliwe skóry                  |
| ICD-10: C44.0 | Skóra wargi                                    |
| ICD-10: C44.1 | Skóra powieki, łącznie z kątem oka             |
| ICD-10: C44.2 | Skóra ucha i przewodu słuchowego zewnętrznego  |
| ICD-10: C44.3 | Skóra innych i nieokreślonych części twarzy    |
| ICD-10: C44.4 | Skóra owłosiona głowy i szyi                   |
| ICD-10: C44.5 | Skóra tułowia                                  |
| ICD-10: C44.6 | Skóra kończyny górnej, łącznie z barkiem       |
| ICD-10: C44.7 | Skóra kończyny dolnej, łącznie z biodrem       |
| ICD-10: C44.8 | Zmiany przekraczające granice określone kodami |
| ICD-10: C44.9 | Nowotwór złośliwy skóry nieokreślony           |